# Mount Kurlak
Mount Kurlak är ett berg i Antarktis. Det ligger i Östantarktis. Nya Zeeland gör anspråk på området. Toppen på Mount Kurlak är 3 211 meter över havet.
Terrängen runt Mount Kurlak är huvudsakligen bergig, men den allra närmaste omgivningen är kuperad. Trakten är obefolkad. Det finns inga samhällen i närheten.